# 59 (nombre)
« Cinquante-neuf » redirige ici. Pour l'année, voir 59.
Le nombre 59 (cinquante-neuf) est l'entier naturel qui suit 58 et qui précède 60.

## En mathématiques
Le nombre 59 est :
- le 17e plus petit nombre premier. Le suivant est 61, avec lequel il forme un couple de nombres premiers jumeaux,
- le 13e nombre premier non brésilien, le suivant est également 61,
- un nombre premier irrégulier,
- un nombre premier sûr,
- un nombre premier super-singulier,
- un nombre premier de Pillai,
- un nombre premier long.

## Dans d'autres domaines
Le nombre 59 est aussi :
- Le numéro atomique du praséodyme, un lanthanide.
- le numéro de la sourate Al-Hachr dans le Coran.
- Approximativement, le nombre de jours dans deux mois lunaires.
- Le numéro du département français du Nord.
- Il existe 59 stellations d'icosaèdre. Ceux-ci sont exposés dans l'ouvrage de H.S.M. Coxeter, P. Du Val, H. T. Flather, and J. F. Petrie The Fifty-Nine Icosahedra (Les cinquante-neuf icosaèdres).
- Années historiques : -59, 59 ou 1959.
- Ligne 59